# 大旗角蝉属
大旗角蝉属（学名：Gigantorhabdus）为角蝉科的一个属。

## 下属物种
本属包括以下物种：
- 大旗角蝉 Gigantorhabdus enderleini Schmidt，见于马来西亚